# Paul McKee
Paul McKee (Irlanda, 15 de noviembre de 1977) es un atleta irlandés retirado especializado en la prueba de 400 m, en la que consiguió ser medallista de bronce mundial en pista cubierta en 2003.

## Carrera deportiva
En el Campeonato Mundial de Atletismo en Pista Cubierta de 2003 ganó la medalla de bronce en los 400 metros, llegando a meta en un tiempo de 45.99 segundos, tras el estadounidense Tyree Washington y el británico Daniel Caines (plata).